# ATP-toernooi van Antwerpen
De European Open is een ATP-tennistoernooi voor mannen in de Belgische hoofdstad Brussel. Vanaf de start in 2016 tot en met 2024 werd het gehouden in Antwerpen.

## Geschiedenis
Antwerpen had sinds 1982 met het European Community Championship (ECC Antwerp) al eerder een ATP toernooi. Het was aanvankelijk een lucratief invitatietoernooi. Vanaf 1992 tot en met 1998, met een onderbreking in 1995, konden er naast prijzengeld ook ATP-rankingpunten verdiend worden. De havenstad kreeg in 2016 opnieuw een ATP toernooi nadat de European Open de licentie overnam van het noodlijdende ATP-toernooi van Valencia. Het toernooi was een initiatief van Tennium, een internationaal bedrijf dat actief is in de tenniswereld en werd opgericht door Gentenaar Kristoff Puelinckx in samenwerking met de Franse ex-speler Sébastien Grosjean. Peulinckx had in 2015 vernomen dat de licentie van het toernooi van Valencia te koop stond, waarna een overname van de licentie snel was geregeld. De ATP stemde vervolgens zonder problemen in met de overname van de licentie. Doordat België, een land met een grote tennisgeschiedenis en een topper als David Goffin, geen ATP-toernooi meer had, bleek de ATP snel te overtuigen om het toernooi naar Antwerpen te verplaatsen. Het bedrijf Tennium had aanvankelijk een driejarige overeenkomst ondertekend met de ATP voor de organisatierechten van het toernooi in Antwerpen. Gedurende negen edities ging de European Open er door in het Lotto Arena. In 2025 verhuisde het evenement naar het ING Arena op de Heizel in Brussel.

## Finales

### Enkelspel
| Datum             | Naam                             | Categorie           | ($/€)             | Ondergrond        | Winnaar               | Runner-up          | Uitslag                    | Details           |
| Invitatietoernooi | Invitatietoernooi                | Invitatietoernooi   | Invitatietoernooi | Invitatietoernooi | Invitatietoernooi     | Invitatietoernooi  | Invitatietoernooi          | Invitatietoernooi |
| ----------------- | -------------------------------- | ------------------- | ----------------- | ----------------- | --------------------- | ------------------ | -------------------------- | ----------------- |
| 29-11-1982        | European Champions' Championship |                     | $ 700.000         | Tapijt, indoor    | Ivan Lendl (1)        | John McEnroe       | 3-6, 7-6, 6-3, 6-3         |                   |
| 14-11-1983        | European Champions' Championship |                     | $ 750.000         | Tapijt, indoor    | John McEnroe (1)      | Gene Mayer         | 6-4, 6-3, 6-4              |                   |
| 12-11-1984        | European Champions' Championship |                     | $ 800.000         | Tapijt, indoor    | Ivan Lendl (2)        | Anders Järryd      | 6-1, 6-2, 6-2              |                   |
| 28-10-1985        | European Champions' Championship |                     | $ 850.000         | Tapijt, indoor    | Ivan Lendl (3)        | John McEnroe       | 1-6, 7-6(5), 6-2, 6-2      |                   |
| 03-11-1986        | European Community Championship  |                     | $ 940.000         | Tapijt, indoor    | John McEnroe (2)      | Miloslav Mečíř     | 6-3, 1-6, 7-6(5), 5-7, 6-2 |                   |
| 26-10-1987        | European Community Championship  |                     | $ 940.000         | Tapijt, indoor    | Ivan Lendl (4)        | Miloslav Mečíř     | 5-7, 6-1, 6-4, 6-3         |                   |
| 31-10-1988        | European Community Championship  |                     | $ 940.000         | Tapijt, indoor    | John McEnroe (3)      | Andrej Tsjesnokov  | 6-1, 7-5, 6-2              |                   |
| 23-10-1989        | European Community Championship  |                     | $ 1.000.000       | Tapijt, indoor    | Ivan Lendl (5)        | Miloslav Mečíř     | 6-2, 6-2, 1-6, 6-4         |                   |
| 15-10-1990        | European Community Championship  |                     | $ 1.100.000       | Tapijt, indoor    | Goran Ivanišević      | Henri Leconte      | 6-2, 7-6(6), 4-6, 4-6, 6-1 |                   |
| 02-12-1991        | European Community Championship  |                     | $ 1.250.000       | Tapijt, indoor    | Aaron Krickstein      | Boris Becker       | Walk-over                  |                   |
| ATP Tour          |                                  |                     |                   |                   |                       |                    |                            |                   |
| 09-11-1992        | European Community Championship  | World Series        | $ 1.000.000       | Tapijt, indoor    | Richard Krajicek      | Mark Woodforde     | 6-2, 6-2                   | Details           |
| 08-11-1993        | European Community Championship  | World Series        | $ 1.100.000       | Tapijt, indoor    | Pete Sampras (1)      | Magnus Gustafsson  | 6-1, 6-4                   | Details           |
| 07-11-1994        | European Community Championship  | World Series        | $ 1.100.000       | Tapijt, indoor    | Pete Sampras (2)      | Magnus Larsson     | 7-6(5), 6-4                | Details           |
| 1995              | Geen toernooi                    | Geen toernooi       | Geen toernooi     | Geen toernooi     | Geen toernooi         | Geen toernooi      | Geen toernooi              | Geen toernooi     |
| 19-02-1996        | European Community Championship  | Championship Series | $ 1.100.000       | Tapijt, indoor    | Michael Stich         | Goran Ivanišević   | 6-3, 6-2, 7-6(5)           | Details           |
| 17-02-1997        | European Community Championship  | Championship Series | $ 1.000.000       | Hardcourt, indoor | Marc Rosset           | Tim Henman         | 6-2, 7-5, 6-4              | Details           |
| 16-02-1998        | European Community Championship  | Series Gold         | $ 1.000.000       | Hardcourt, indoor | Greg Rusedski         | Marc Rosset        | 7-6(3), 3-6, 6-1, 6-4      | Details           |
| 1999-2015         | Geen toernooi                    | Geen toernooi       | Geen toernooi     | Geen toernooi     | Geen toernooi         | Geen toernooi      | Geen toernooi              | Geen toernooi     |
| 17-10-2016        | European Open                    | ATP 250             | € 566.525         | Hardcourt, indoor | Richard Gasquet       | Diego Schwartzman  | 7-6(4), 6-1                | Details           |
| 26-10-2017        | European Open                    | ATP 250             | € 589.185         | Hardcourt, indoor | Jo-Wilfried Tsonga    | Diego Schwartzman  | 6-3, 7-5                   | Details           |
| 21-10-2018        | European Open                    | ATP 250             | € 612.755         | Hardcourt, indoor | Kyle Edmund           | Gaël Monfils       | 3-6, 7-6(2), 7-6(4)        | Details           |
| 20-10-2019        | European Open                    | ATP 250             | € 635.750         | Hardcourt, indoor | Andy Murray           | Stanislas Wawrinka | 3-6, 6-4, 6-4              | Details           |
| 25-10-2020        | European Open                    | ATP 250             | € 394.800         | Hardcourt, indoor | Ugo Humbert           | Alex de Minaur     | 6-1, 7-6(4)                | Details           |
| 24-10-2021        | European Open                    | ATP 250             | € 584.125         | Hardcourt, indoor | Jannik Sinner         | Diego Schwartzman  | 6-2, 6-2                   | Details           |
| 23-10-2022        | European Open                    | ATP 250             | € 648.130         | Hardcourt, indoor | Félix Auger-Aliassime | Sebastian Korda    | 6-3, 6-4                   | Details           |
| 22-10-2023        | European Open                    | ATP 250             | € 673.630         | Hardcourt, indoor | Aleksandr Boeblik     | Arthur Fils        | 6-4, 6-4                   | Details           |
| 20-10-2024        | European Open                    | ATP 250             | € 690.135         | Hardcourt, indoor | Roberto Bautista Agut | Jiří Lehečka       | 7-5, 6-1                   | Details           |

### Dubbelspel
| Datum      | Naam                            | Categorie           | ($/€)         | Ondergrond        | Winnaar                                      | Runner-up                            | Uitslag             | Details       |
| ATP Tour   | ATP Tour                        | ATP Tour            | ATP Tour      | ATP Tour          | ATP Tour                                     | ATP Tour                             | ATP Tour            | ATP Tour      |
| ---------- | ------------------------------- | ------------------- | ------------- | ----------------- | -------------------------------------------- | ------------------------------------ | ------------------- | ------------- |
| 09-11-1992 | European Community Championship | World Series        | $ 1.000.000   | Tapijt, indoor    | John Fitzgerald Anders Järryd                | Jared Palmer Patrick McEnroe         | 6-2, 6-2            | Details       |
| 08-11-1993 | European Community Championship | World Series        | $ 1.100.000   | Tapijt, indoor    | Grant Connell Patrick Galbraith              | Wayne Ferreira Javier Sánchez        | 6-3, 7-6            | Details       |
| 07-11-1994 | European Community Championship | World Series        | $ 1.100.000   | Tapijt, indoor    | Jan Apell Jonas Björkman                     | Hendrik Jan Davids Sébastien Lareau  | 4-6, 6-1, 6-2       | Details       |
| 1995       | Geen toernooi                   | Geen toernooi       | Geen toernooi | Geen toernooi     | Geen toernooi                                | Geen toernooi                        | Geen toernooi       | Geen toernooi |
| 19-02-1996 | European Community Championship | Championship Series | $ 1.100.000   | Tapijt, indoor    | Jonas Björkman Nicklas Kulti                 | Jevgeni Kafelnikov Menno Oosting     | 6-4, 6-4            | Details       |
| 17-02-1997 | European Community Championship | Championship Series | $ 1.000.000   | Hardcourt, indoor | David Adams Olivier Delaître                 | Sandon Stolle Cyril Suk              | 3-6, 6-2, 6-1       | Details       |
| 16-02-1998 | European Community Championship | Series Gold         | $ 1.000.000   | Hardcourt, indoor | Wayne Ferreira Jevgeni Kafelnikov            | Tomás Carbonell Francisco Roig       | 7-5, 3-6, 6-2       | Details       |
| 1999-2015  | Geen toernooi                   | Geen toernooi       | Geen toernooi | Geen toernooi     | Geen toernooi                                | Geen toernooi                        | Geen toernooi       | Geen toernooi |
| 17-10-2016 | European Open                   | ATP 250             | € 566.525     | Hardcourt, indoor | Daniel Nestor Édouard Roger-Vasselin (1)     | Pierre-Hugues Herbert Nicolas Mahut  | 6-4, 6-4            | Details       |
| 26-10-2017 | European Open                   | ATP 250             | € 589.185     | Hardcourt, indoor | Scott Lipsky Divij Sharan                    | Santiago González Julio Peralta      | 6-4, 2-6, [10-5]    | Details       |
| 21-10-2018 | European Open                   | ATP 250             | € 612.755     | Hardcourt, indoor | Nicolas Mahut (1) Édouard Roger-Vasselin (2) | Marcelo Demoliner Santiago González  | 6-4, 7-5            | Details       |
| 20-10-2019 | European Open                   | ATP 250             | € 635.750     | Hardcourt, indoor | Kevin Krawietz Andreas Mies                  | Rajeev Ram Joe Salisbury             | 7-6(1), 6-3         | Details       |
| 25-10-2020 | European Open                   | ATP 250             | € 394.800     | Hardcourt, indoor | John Peers Michael Venus                     | Rohan Bopanna Matwé Middelkoop       | 6-3, 6-4            | Details       |
| 24-10-2021 | European Open                   | ATP 250             | € 584.125     | Hardcourt, indoor | Nicolas Mahut (2) Fabrice Martin             | Wesley Koolhof Jean-Julien Rojer     | 6-0, 6-1            | Details       |
| 23-10-2022 | European Open                   | ATP 250             | € 648.130     | Hardcourt, indoor | Tallon Griekspoor Botic van de Zandschulp    | Rohan Bopanna Matwé Middelkoop       | 3-6, 6-3, [10-5]    | Details       |
| 22-10-2023 | European Open                   | ATP 250             | € 673.630     | Hardcourt, indoor | Petros Tsitsipás Stéfanos Tsitsipás          | Ariel Behar Adam Pavlásek            | 6–7(5), 6–4, [10–8] | Details       |
| 20-10-2024 | European Open                   | ATP 250             | € 690.135     | Hardcourt, indoor | Alexander Erler Lucas Miedler                | Robert Galloway Oleksandr Nedovjesov | 6-4, 1-6, [10-8]    | Details       |

## Statistieken

### Meeste enkelspeltitels (ATP tijdperk)
| Aantal titels | Speler       | Jaren      |
| ------------- | ------------ | ---------- |
| 2             | Pete Sampras | 1993, 1994 |

(Bijgewerkt t/m 2024)

### Meeste enkelspeltitels per land (ATP tijdperk)
| Aantal titels | Land                |
| ------------- | ------------------- |
| 3             | Verenigd Koninkrijk |
| 3             | Frankrijk           |
| 2             | Verenigde Staten    |
| 1             | Nederland           |
| 1             | Zwitserland         |
| 1             | Italië              |
| 1             | Canada              |
| 1             | Kazachstan          |
| 1             | Spanje              |

(Bijgewerkt t/m 2024)
ITF-toernooien (mannen en vrouwen)

ATP-toernooien (mannen) – ATP-seizoen 2025

WTA-toernooien (vrouwen) – WTA-seizoen 2025

Voormalige toernooien mannen
Voormalige toernooien vrouwen
Voormalige amateurtoernooien
 Valencia (1995) →  Marbella (1996-1997) →  Mallorca (1998-2002) →  Valencia (2003-2015) →  Antwerpen (2016-heden)
1992 · 1993 · 1994 · 1995 · 1996 · 1997 · 1998 · 1999-2015 · 2016 · 2017 · 2018 · 2019 · 2020 · 2021 · 2022 · 2023 · 2024